# The New Adventures of Charlie Chan
The New Adventures of Charlie Chan is een Britse politieserie bestaande uit 39 afleveringen. De serie werd geproduceerd tussen 1957 en 1958.
Charlie Chan, een karakter van de schrijver Earl Derr Biggers is in deze serie detacheerd in Londen waar hij geholpen wordt door de politie-inspecteurs Marlowe (een rol van Hugh Williams) en Duff (een rol van Rupert Davies, die later in een andere serie de vertolking van de Engelse Maigret op zich zou nemen).
De zogenaamde nummer één zoon van Charlie Chan, Barry Chan (James Hong) is ook bij het onderzoek naar misdaden betrokken. Charlie Chan wordt gespeeld door J. Carrol Naish.